# Åke Kullnes
Åke Kullnes, född 1910, död 1981, var en svensk tonsättare och kyrkomusiker i Nyköping. 
Kullnes har bland annat arrangerat Brudmarsch från Österåker för orgel samt tonsatt psalmerna 523 Kom nära, Gud. Kom vila och 625 En dag jag lämnar mitt hem och mina vänner i Den svenska psalmboken 1986.

## Musikverk

### Orgel
- Ad crucem, tre koralmeditationer till Långfredagen för soloinstrument och orgel.[3]

1. Du bar ditt kors
2. Min själ, du måste nu glömma
3. Skåder, skåder nu här alla